# Lavash

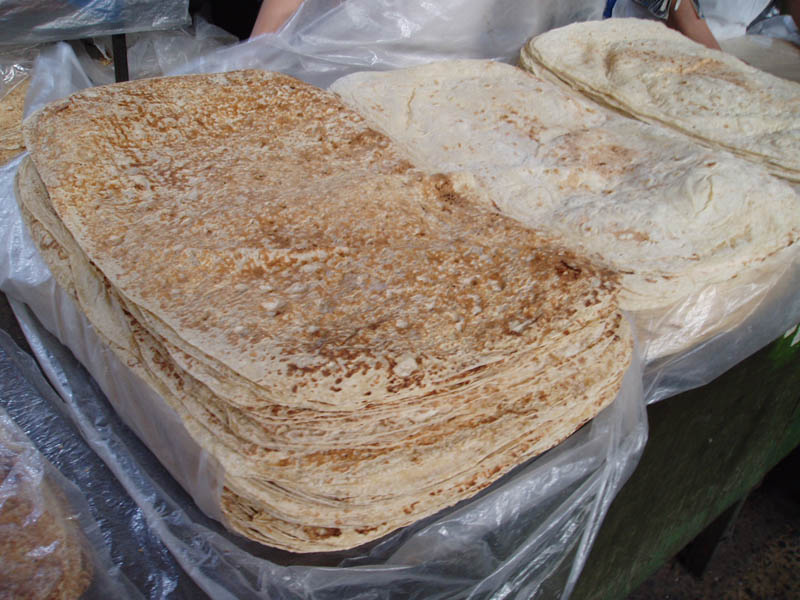
Lavasch auf einem Markt in Jerewan

Lavash bzw. Lavasch oder Lawasch (auch Lawash; persisch ﻟﻮﺍﺶ Lavāsch, DMG lavāš, armenisch լավաշ Lawasch, kurdisch nanê sêlê, aseri und türkisch lavaş) ist ein ungesäuertes Fladenbrot, das überwiegend in der armenischen, aserbaidschanischen, türkischen, kurdischen und persischen Küche, aber auch zum Beispiel in Georgien Verwendung findet. Das trockene Lavash wird außerdem als Hostie in der armenischen Kirche verwendet.

## Herstellung
Die drei Zutaten des ursprünglichen Rezeptes sind Mehl, Salz und Wasser. Der Teig wird auf die heißen Flächen des Backofens gegeben und in verschiedenen Größen ausgebreitet. Die Fladen können einen Durchmesser von bis zu 40 cm haben, aber auch kleiner sein. Es gilt als das meist gegessene Brot in Armenien („Armenisches Fladenbrot“) und im Iran („Persisches Fladenbrot“). In den Vereinigten Staaten existiert eine ähnliche Version dieses Brotes, die jedoch etwas weicher ist, sodass darin Speisen eingeschlagen werden können. Frisch hergestelltes Lavasch lässt sich leicht formen, es trocknet jedoch schnell und wird dann knusprig. Deswegen wird frisches Lavasch auch als Wrap gestaltet oder als gerollte Kebabhülle genutzt (in der Türkei Dürüm genannt). Spezielle Lawasch-Bäckereien existieren auch im deutschsprachigen Raum.

## Immaterielles Kulturerbe der Menschheit
Im November 2014 entschied die UN-Kulturorganisation UNESCO in Paris, das traditionelle armenische Lavash offiziell zum immateriellen Weltkulturerbe zu erklären. Das Backen und Teilen von Fladenbrot: Lavash, Katyrma, Jupka, Yufka kam 2016 für einige andere Länder hinzu.